# 276P/Vorobjov
276P/Vorobjov, komet Jupiterove obitelji.